# Оскар (кинопремия, 1997)
69-я церемония вручения наград премии «Оскар» за заслуги в области кинематографа за 1996 год состоялась 24 марта 1997 года в Shrine Auditorium (Лос-Анджелес, Калифорния). Ведущим церемонии, после трёхлетнего перерыва, в пятый раз выступил комедийный актёр Билли Кристал.

## Фильмы, получившие несколько номинаций
| Фильм                                                    | номинации | победы |
| -------------------------------------------------------- | --------- | ------ |
| • Английский пациент / The English Patient               | 12        | 9      |
| • Фарго / Fargo                                          | 7         | 2      |
| • Блеск / Shine                                          | 7         | 1      |
| • Джерри Магуайер / Jerry Maguire                        | 5         | 1      |
| • Эвита / Evita                                          | 5         | 1      |
| • Тайны и ложь / Secrets & Lies                          | 5         | -      |
| • Гамлет / Hamlet                                        | 4         | -      |
| • Отточенное лезвие / Sling Blade                        | 2         | 1      |
| • Эмма / Emma                                            | 2         | 1      |
| • День независимости / Independence Day                  | 2         | 1      |
| • Народ против Ларри Флинта / The People vs. Larry Flynt | 2         | -      |
| • Призраки Миссисипи / Ghosts of Mississippi             | 2         | -      |
| • Суровое испытание / The Crucible                       | 2         | -      |
| • У зеркала два лица / The Mirror Has Two Faces          | 2         | -      |
| • Портрет леди / The Portrait of a Lady                  | 2         | -      |
| • Майкл Коллинз / Michael Collins                        | 2         | -      |
| • Смерч / Twister                                        | 2         | -      |

## Список лауреатов и номинантов
★ Победители выделены отдельным цветом. 

### Основные категории
| Категории                                                  | Лауреаты и номинанты                                                                                           | Лауреаты и номинанты                                           |
| ---------------------------------------------------------- | --- | -------------------------------------------------------------- |
| Лучший фильм                                               | ★ Английский пациент (продюсер: Саул Зейнц)                                                                    | ★ Английский пациент (продюсер: Саул Зейнц)                    |
| Лучший фильм                                               | • Фарго (продюсер: Итан Коэн)                                                                                  |                                                                |
| Лучший фильм                                               | • Джерри Магуайер (продюсеры: Джеймс Л. Брукс, Лоуренс Марк, Ричард Сакаи и Кэмерон Кроу)                      |                                                                |
| Лучший фильм                                               | • Тайны и ложь (продюсер: Саймон Ченнинг-Уильямс)                                                              |                                                                |
| Лучший фильм                                               | • Блеск (продюсер: Джейн Скотт)                                                                                |                                                                |
| Лучший режиссёр                                            | ★ Энтони Мингелла за фильм «Английский пациент»                                                                | ★ Энтони Мингелла за фильм «Английский пациент»                |
| Лучший режиссёр                                            | • Джоэл Коэн — «Фарго»                                                                                         |                                                                |
| Лучший режиссёр                                            | • Милош Форман — «Народ против Ларри Флинта»                                                                   |                                                                |
| Лучший режиссёр                                            | • Майк Ли — «Тайны и ложь»                                                                                     |                                                                |
| Лучший режиссёр                                            | • Скотт Хикс — «Блеск»                                                                                         |                                                                |
| Лучший актёр                                               | | ★ Джеффри Раш — «Блеск» (за роль Дэвида Хельфготта)            |
| Лучший актёр                                               | • Том Круз — «Джерри Магуайер» (за роль Джерри Магуайера)                                                      |                                                                |
| Лучший актёр                                               | • Рэйф Файнс — «Английский пациент» (за роль графа Ласло де Альмаши)                                           |                                                                |
| Лучший актёр                                               | • Вуди Харрельсон — «Народ против Ларри Флинта» (за роль Ларри Флинта)                                         |                                                                |
| Лучший актёр                                               | • Билли Боб Торнтон — «Отточенное лезвие» (за роль Карла Чайлдерса)                                            |                                                                |
| Лучшая актриса                                             | | ★ Фрэнсис Макдорманд — «Фарго» (за роль Мардж Гандерсон)       |
| Лучшая актриса                                             | • Бренда Блетин — «Тайны и ложь» (за роль Синтии Роуз Пёрли)                                                   |                                                                |
| Лучшая актриса                                             | • Дайан Китон — «Комната Марвина» (за роль Бесси)                                                              |                                                                |
| Лучшая актриса                                             | • Кристин Скотт Томас — «Английский пациент» (за роль Кэтрин Клифтон)                                          |                                                                |
| Лучшая актриса                                             | • Эмили Уотсон — «Рассекая волны» (за роль Бесс МакНилл)                                                       |                                                                |
| Лучший актёр второго плана                                 | | ★ Кьюба Гудинг мл. — «Джерри Магуайер» (за роль Рода Тидуэлла) |
| Лучший актёр второго плана                                 | • Уильям Х. Мэйси — «Фарго» (за роль Джерри Лундегаарда)                                                       |                                                                |
| Лучший актёр второго плана                                 | • Армин Мюллер-Шталь — «Блеск» (за роль Питера Хельфготта)                                                     |                                                                |
| Лучший актёр второго плана                                 | • Эдвард Нортон — «Первобытный страх» (за роль Аарона Стэмплера)                                               |                                                                |
| Лучший актёр второго плана                                 | • Джеймс Вудс — «Призраки Миссисипи» (за роль Байрона де ла Беквита)                                           |                                                                |
| Лучшая актриса второго плана                               | | ★ Жюльет Бинош — «Английский пациент» (за роль Ханны)          |
| Лучшая актриса второго плана                               | • Джоан Аллен — «Суровое испытание» (за роль Элизабет Проктор)                                                 |                                                                |
| Лучшая актриса второго плана                               | • Лорин Бэколл — «У зеркала два лица» (за роль Ханны Морган)                                                   |                                                                |
| Лучшая актриса второго плана                               | • Барбара Херши — «Портрет леди» (за роль мадам Серены Мерл)                                                   |                                                                |
| Лучшая актриса второго плана                               | • Мэрианн Жан-Батист — «Тайны и ложь» (за роль Гортензии Камбербэтч)                                           |                                                                |
| Лучший сценарий, созданный непосредственно для экранизации | | ★ Итан Коэн, Джоэл Коэн — «Фарго»                              |
| Лучший сценарий, созданный непосредственно для экранизации | • Кэмерон Кроу — «Джерри Магуайер»                                                                             |                                                                |
| Лучший сценарий, созданный непосредственно для экранизации | • Джон Сейлз — «Звезда шерифа»                                                                                 |                                                                |
| Лучший сценарий, созданный непосредственно для экранизации | • Майк Ли — «Тайны и ложь»                                                                                     |                                                                |
| Лучший сценарий, созданный непосредственно для экранизации | • Ян Сарди и Скотт Хикс — «Блеск»                                                                              |                                                                |
| Лучший адаптированный сценарий                             | | ★ Билли Боб Торнтон — «Отточенное лезвие»                      |
| Лучший адаптированный сценарий                             | • Артур Миллер — «Суровое испытание»                                                                           |                                                                |
| Лучший адаптированный сценарий                             | • Энтони Мингелла — «Английский пациент»                                                                       |                                                                |
| Лучший адаптированный сценарий                             | • Кеннет Брана — «Гамлет»                                                                                      |                                                                |
| Лучший адаптированный сценарий                             | • Джон Ходж — «На игле»                                                                                        |                                                                |
| Лучший фильм на иностранном языке                          | ★ Коля / Kolja (Чехия) реж. Ян Сверак                                                                          | ★ Коля / Kolja (Чехия) реж. Ян Сверак                          |
| Лучший фильм на иностранном языке                          | • Тысяча и один рецепт влюблённого кулинара / შეყვარებული კულინარის 1001 რეცეპტი (Грузия) реж. Нана Джорджадзе |                                                                |
| Лучший фильм на иностранном языке                          | • Другая сторона Воскресенья / Søndagsengler (Норвегия) реж. Берит Несхайм                                     |                                                                |
| Лучший фильм на иностранном языке                          | • Кавказский пленник (Россия) реж. Сергей Бодров ст.                                                           |                                                                |
| Лучший фильм на иностранном языке                          | • Насмешка / Ridicule (Франция) реж. Патрис Леконт                                                             |                                                                |

### Другие категории
| Лучшая музыка: Саундтрек к драматическому фильму               | ★ Габриэль Яред — «Английский пациент»                                                                                                   |
| Лучшая музыка: Саундтрек к драматическому фильму               | • Патрик Дойл — «Гамлет» |
| Лучшая музыка: Саундтрек к драматическому фильму               | • Эллиот Голденталь — «Майкл Коллинз» |
| Лучшая музыка: Саундтрек к драматическому фильму               | • Дэвид Хиршфелдер — «Блеск» |
| Лучшая музыка: Саундтрек к драматическому фильму               | • Джон Уильямс — «Спящие» |
| Лучшая музыка: Саундтрек к музыкальному или комедийному фильму | ★ Рэйчел Портман — «Эмма» |
| Лучшая музыка: Саундтрек к музыкальному или комедийному фильму | • Марк Шейман — «Клуб первых жён» |
| Лучшая музыка: Саундтрек к музыкальному или комедийному фильму | • Алан Менкен (музыка, оркестровая партитура), Стивен Шварц (слова) — «Горбун из Нотр-Дама»                                              |
| Лучшая музыка: Саундтрек к музыкальному или комедийному фильму | • Рэнди Ньюман — «Джеймс и гигантский персик»                                                                                            |
| Лучшая музыка: Саундтрек к музыкальному или комедийному фильму | • Ханс Циммер — «Жена священника» |
| Лучшая песня к фильму                                          | ★ You Must Love Me — «Эвита» — музыка: Эндрю Ллойд Уэббер слова: Тим Райс                                                                |
| Лучшая песня к фильму                                          | • Because You Loved Me — «Близко к сердцу» — музыка и слова: Дайан Уоррен                                                                |
| Лучшая песня к фильму                                          | • For the First Time — «Один прекрасный день» — музыка и слова: Джеймс Ньютон Ховард, Джад Фридман и Аллан Дэннис Рич                    |
| Лучшая песня к фильму                                          | • I Finally Found Someone — «У зеркала два лица» — музыка и слова: Барбра Стрейзанд, Марвин Хэмлиш, Брайан Адамс, Роберт Джон Ланг       |
| Лучшая песня к фильму                                          | • That Thing You Do! — «То, что ты делаешь» — музыка и слова: Адам Шлезингер                                                             |
| Лучший монтаж                                                  | ★ Уолтер Мёрч — «Английский пациент» |
| Лучший монтаж                                                  | • Джерри Хэмблинг — «Эвита» |
| Лучший монтаж                                                  | • Итан Коэн, Джоэл Коэн — «Фарго» |
| Лучший монтаж                                                  | • Джо Хатшинг — «Джерри Магуайер» |
| Лучший монтаж                                                  | • Пип Кармел — «Блеск» |
| Лучшая операторская работа                                     | ★ Джон Сил — «Английский пациент» |
| Лучшая операторская работа                                     | • Дариус Хонджи — «Эвита» |
| Лучшая операторская работа                                     | • Роджер Дикинс — «Фарго» |
| Лучшая операторская работа                                     | • Калеб Дешанель — «Летите домой» |
| Лучшая операторская работа                                     | • Крис Менгес — «Майкл Коллинз» |
| Лучшая работа художника                                        | ★ Стюарт Крэйг (постановщик), Стефани Макмиллан (декоратор) — «Английский пациент»                                                       |
| Лучшая работа художника                                        | • Бо Уэлш (постановщик), Шерил Карасик (декоратор) — «Клетка для пташек»                                                                 |
| Лучшая работа художника                                        | • Брайан Моррис (постановщик), Филипп Тюрлюр (декоратор) — «Эвита»                                                                       |
| Лучшая работа художника                                        | • Тим Харви — «Гамлет» |
| Лучшая работа художника                                        | • Кэтрин Мартин (постановщик), Бриджитт Брош (декоратор) — «Ромео + Джульетта»                                                           |
| Лучший дизайн костюмов                                         | ★ Энн Рот — «Английский пациент» |
| Лучший дизайн костюмов                                         | • Пол Браун — «Ангелы и насекомые» |
| Лучший дизайн костюмов                                         | • Рут Майерс — «Эмма» |
| Лучший дизайн костюмов                                         | • Александра Бирн — «Гамлет» |
| Лучший дизайн костюмов                                         | • Джанет Паттерсон — «Портрет леди» |
| Лучший звук                                                    | ★ Уолтер Мёрч, Марк Бергер, Дэвид Паркер, Кристофер Ньюман — «Английский пациент»                                                        |
| Лучший звук                                                    | • Энди Нельсон, Анна Бельмер, Кен Уэстон — «Эвита»                                                                                       |
| Лучший звук                                                    | • Крис Карпентер, Билл У. Бентон, Боб Бимер, Джефф Уэкслер — «День независимости»                                                        |
| Лучший звук                                                    | • Кевин О’Коннелл, Грег П. Расселл, Кейт А. Вэстер — «Скала»                                                                             |
| Лучший звук                                                    | • Стив Маслоу, Грегг Ландакер, Кевин О’Коннелл, Джеффри Паттерсон — «Смерч»                                                              |
| Лучший монтаж звуковых эффектов                                | ★ Брюс Стамблер — «Призрак и Тьма» |
| Лучший монтаж звуковых эффектов                                | • Ричард Л. Андерсон, Дэвид А. Уиттекер — «Дневной свет»                                                                                 |
| Лучший монтаж звуковых эффектов                                | • Алан Роберт Мюррей, Буб Эсмэн — «Стиратель»                                                                                            |
| Лучшие визуальные эффекты                                      | ★ Фолькер Энджел, Дуглас Смит, Клэй Пинни, Джо Вискосил — «День независимости»                                                           |
| Лучшие визуальные эффекты                                      | • Скотт Сквайрс, Фил Типпетт, Джеймс Страус, Кит Уэст — «Сердце дракона»                                                                 |
| Лучшие визуальные эффекты                                      | • Стефан Фангмейер, Джон Фрейзер, Хабиб Заргарпур, Генри Ла Боунта — «Смерч»                                                             |
| Лучший грим                                                    | ★ Рик Бейкер, Дэвид Лерой Андерсон — «Чокнутый профессор»                                                                                |
| Лучший грим                                                    | • Мэттью У. Мангл, Дебора Ла Миа Денавер — «Призраки Миссисипи»                                                                          |
| Лучший грим                                                    | • Майкл Уэстмор, Скотт Уилер, Джейк Гарбер — «Звёздный путь: Первый контакт»                                                             |
| Лучший документальный полнометражный фильм                     | ★ Когда мы были королями / When We Were Kings (Леон Гаст, Дэвид Соненберг)                                                               |
| Лучший документальный полнометражный фильм                     | • Королевская линия: История Эла Хиршфельда / The Line King: The Al Hirschfeld Story (Сьюзан У. Драйфус)                                 |
| Лучший документальный полнометражный фильм                     | • Мандела / Mandela (Джо Менелл, Энгус Гибсон)                                                                                           |
| Лучший документальный полнометражный фильм                     | • Сюзанн Фаррелл: Уклончивая муза / Suzanne Farrell: Elusive Muse (Энн Белль, Дебора Диксон)                                             |
| Лучший документальный полнометражный фильм                     | • Скажи правду и беги: Джордж Селдес и американская пресса / Tell the Truth and Run: George Seldes and the American Press (Рик Голдсмит) |
| Лучший документальный короткометражный фильм                   | ★ Уроки дыхания: Жизнь и работа Марка О’Брайена / Breathing Lessons: The Life and Work of Mark O’Brien (Джессика Ю)                      |
| Лучший документальный короткометражный фильм                   | • Космический вояж / Cosmic Voyage (Джеффри Марвин, Бэйли Силлек)                                                                        |
| Лучший документальный короткометражный фильм                   | • Эссе про Матисса / An Essay on Matisse (Перри Волфф)                                                                                   |
| Лучший документальный короткометражный фильм                   | • Спецэффекты / Special Effects: Anything Can Happen (Сюзанна Симпсон, Бен Бёртт)                                                        |
| Лучший документальный короткометражный фильм                   | • Дикая банда: Монтажный альбом / The Wild Bunch: An Album in Montage (Пол Сейдор, Ник Редман)                                           |
| Лучший игровой короткометражный фильм                          | ★ Дорогой дневник / Dear Diary (Дэвид Френкель, Бэрри Джоссен)                                                                           |
| Лучший игровой короткометражный фильм                          | • Изнутри, сердце / De tripas, corazón (Антонио Уррутиа)                                                                                 |
| Лучший игровой короткометражный фильм                          | • Эрнст и свет / Ernst & Lyset (Ким Магнуссон, Андерс Томас Йенсен)                                                                      |
| Лучший игровой короткометражный фильм                          | • Эспосадос / Esposados (Хуан Карлос Фреснадильо)                                                                                        |
| Лучший игровой короткометражный фильм                          | • Без слов / Senza parole (Бернадетт Карранса, Антонелло Де Лео)                                                                         |
| Лучший анимационный короткометражный фильм                     | ★ Квест / Quest (Тайрон Монтгомери, Томас Штельмах)                                                                                      |
| Лучший анимационный короткометражный фильм                     | • Голова-консервная банка / Canhead (Тимоти Хиттл, Крис Петерсон)                                                                        |
| Лучший анимационный короткометражный фильм                     | • Салла / La Salla (Ричард Конди) |
| Лучший анимационный короткометражный фильм                     | • Поросёнок Вэта / Wat’s Pig (Питер Лорд)                                                                                                |

### Специальные награды
| Награда                                                         | Лауреаты |
| --------------------------------------------------------------- | --- |
| Премия за выдающиеся заслуги в кинематографе (Почётный «Оскар») | ★ Майкл Кидд — В знак признания его заслуг в искусстве танца в рамках киноискусства. (In recognition of his services to the art of the dance in the art of the screen.) |
| Награда имени Ирвинга Тальберга                                 | ★ Саул Зейнц |